# لی سانگ-هوا
لی سانگ-هوا (انگلیسی: Lee Sang-hwa؛ زادهٔ ۲۵ فوریهٔ ۱۹۸۹) اسکیت‌باز سرعت اهل کره جنوبی است.